# Nederländska Antillerna i olympiska sommarspelen 1968
Nederländska Antillerna deltog med 5 deltagare vid de olympiska sommarspelen 1968 i Mexico City. Ingen av landets deltagare erövrade någon medalj.